# Anuridella submarina
Anuridella submarina är en urinsektsart som beskrevs av Bagnall 1934. Anuridella submarina ingår i släktet Anuridella, och familjen Neanuridae. Arten är reproducerande i Sverige.